# Elecciones estatales de Colima de 1991
Las elecciones estatales de Colima de 1991 se llevaron a cabo el domingo 18 de agosto de 1991, y en ellas se renovaron los siguientes cargos de elección popular en el estado mexicano de Colima, rumbo a las elecciones federales:
- Gobernador de Colima. Titular del Poder Ejecutivo del estado, electo para un periodo de seis años no reelegibles en ningún caso, el candidato electo fue Carlos de la Madrid Virgen.
- 10 ayuntamientos. Compuestos por un Presidente Municipal y regidores, electos para un periodo de tres años no reelegibles para el periodo inmediato.
- Diputados al Congreso del Estado. Electos por mayoría relativa en cada uno de los Distrito Electorales.

## Resultados electorales

### Gobernador
|  | 13.6 % |

|  | 68.5 % |

|  | 9.6 % |

|  | 1.0 % |

|  | 0.5 % |

|  | 1.3 % |

|  | 3.8 % |

|  | 1.2 % |

|  | 100.00 % |

### Ayuntamientos
|                                               | Partido Acción Nacional                                  | 0  |
|                                               | Partido Revolucionario Institucional                     | 10 |
|                                               | Partido de la Revolución Democrática                     | 0  |
|                                               | Partido del Trabajo                                      | 0  |
|                                               | Partido Auténtico de la Revolución Mexicana              | 0  |
|                                               | Partido Demócrata Mexicano                               | 0  |
|                                               | Partido del Frente Cardenista de Reconstrucción Nacional | 0  |
|                                               | Partido Popular Socialista                               | 0  |
|                                               | Partido Ecologista de México                             | 0  |
|                                               | Partido Revolucionario de los Trabajadores               | 0  |
| Fuente: Instituto de Mercadotecnia y Opinión. |                                                          |    |

#### Municipio de Colima
- Jesús Orozco Alfaro  Hecho